# Atoms for Peace (band)
Atoms for Peace is een experimentele rock supergroep uit Los Angeles, Verenigde Staten.
De groep bestaat uit Thom Yorke (Radiohead), Flea (Red Hot Chili Peppers),  Nigel Godrich (Radiohead), Joey Waronker (Beck en R.E.M.) en  Mauro Refosco (Forro in the Dark). Het debuutalbum van de band heet Amok en kwam uit op 25 februari 2013.